# Piasecki Aircraft Corporation
La Piasecki Aircraft Corporation (PiAC) venne fondata da Frank Piasecki per lo sviluppo di velivoli ad ala rotante, dopo l'esperienza avuta con la sua società omonima Piasecki Helicopter Corporation.

## Storia

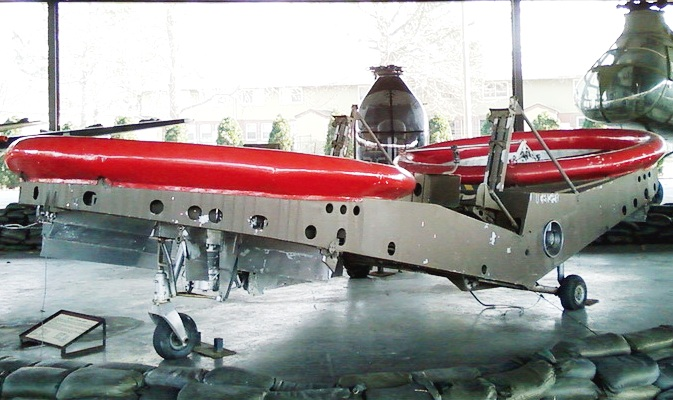
Piasecki VZ-8 Airgeep

L'origine risale alla Piasecki Helicopter Corporation dopo essere stata rinominata Vertol Aircraft Corporation e ceduta alla Boeing, viene così successivamente fondata da Frank Piasecki e altri soci la Piasecki Aircraft Corporation, nel 1955.
L'azienda ha sede a Essington nella Contea di Delaware (Pennsylvania) e guidata da Frank Piasecki e poi dai figli Frederick Weyerhaeuser Piasecki e John Weyerhaeuser Piasecki.
Nel 2005, la società è stata selezionata dal United States Army come primo contraente per due Future Combat Systems (FCS) unmanned aerial vehicle (UAV). Lo FCS Class III UAV system  ha permesso di  far volare nel 2006 il primo autogiro a pilotaggio remoto.
La società ha anche conseguito un contratto dal Naval Air Systems Command per un dimostratore di "Vectored Thrust Ducted Propeller". Piasecki sviluppò il velivolo X-49 con relativo volo nel 2007.

### Future Vertical Lift
Piasecki partecipò al programma Future Vertical Lift sin dal 2004, ma non fu scelta, conseguentemente proseguì il Joint Multi-Role Technology Demonstrator (JMR-TD) nella fase successiva che portò nel 2013 Sikorsky e Boeing  a presentare un elicottero compound, ovvero rotore in tandem coassiale e elica spingente, lo SB-1 DEFIANT, mentre la Bell Helicopter ha presentato il V-280 VALOR. Il JMR-TD è nato per sviluppare e valutare una serie di tecnologie per sostituire aeromobili dell'esercito americano nel futuro prossimo; oltre al Future Vertical Lift (FVL) vi sono anche il Future Long Range Assault Aircraft (FLRAA), per il rimpiazzo degli elicotteri d’attacco Apache, un Advanced Unmanned Aerial System (AUAS), e un Future Attack Reconnaissance Aircraft (FARA), per sostituire gli elicotteri leggeri da ricognizione armata e anche un futuro elicottero da trasporto medio e pesante.

## Prodotti
- Piasecki 16H Pathfinder
  - Piasecki 16H-1 - 1962
  - Piasecki 16H-1A -16H-1  - 1965
  - Piasecki 16H-3
- Piasecki VZ-8 Airgeep
  - PA-59K/VZ-8P - "Flying Jeep" 1958
  - PA-59N "Seageep" - 1961
  - PA-59H Airgeep II - 1962
- PA-39 Multiple helicopter heavy lift system negli anni '80[7][8]
- Piasecki PA-97 Helistat heavy vertical airlifter - 1986
- Piasecki X-49 Speedhawk